# Laphria diversa
Laphria diversa là một loài ruồi trong họ Asilidae. Laphria diversa được Wulp miêu tả năm 1881. Loài này phân bố ở miền Ấn Độ - Mã Lai.